# Károly Kernstok
Károly Kernstok   (Budapest, 23 de desembre de 1873 - Budapest, 9 de juny de 1940) va ser un pintor hongarès i un dels representants del grup avantguardista The Eight.

## Biografia
Després de formar-se a Budapest a l'Escola d'Art Aplicat (Iparművészeti Iskola), va romandre a Múnic amb Simon Hollósy el 1892 i a París a l'Académie Julian del 1893 al 1895. De tornada a Budapest el 1896, va estudiar durant tres anys a l'escola de Gyula Benczúr. El 1906 es va quedar a París i va conèixer les tendències del nou estil artístic. Va fundar el grup Les Huit (en hongarès Nyolcak) el 1909 amb Róbert Berény, Dezső Czigány, Béla Czobel, Ödön Márffy, Dezső Orbán, Bertalan Pór i Lajos Tihanyi i va participar en exposicions del Cercle d'impressionistes i naturalistes hongaresos. El 1919, va haver de fugir a Berlín per haver-se posat al costat dels comunistes durant la República Soviètica Hongaresa. No va tornar a casa, a Nyergesújfalu, fins al 1926. Després va unir-se a la colònia d'artistes de Szolnok i va ser president del consell d'artistes de la New Artist Society (KÚT).
Exposa les seves obres a diversos museus: Művészház (1911), Ernst Múzeum (1917), Kassai Múzeum (1922), Ernst Múzeum (1928), Fővárosi Népművelési Központ (1951, exposició commemorativa).

## Obra d'art
Károly Kernstok és un dels principals representants hongaresos dels esforços per renovar la pintura a l'època moderna. Al començament de la seva carrera, la seva pintura encara era naturalista i emfatitzava l'harmonia dels colors. A París, que aleshores era el centre d'una revolució artística, es va unir als Fauves, precursors del cubisme, i quan va tornar a Hongria hi va introduir aquestes noves tendències amb altres artistes hongaresos, es va convertir en un dels artistes més importants dels Vuit. Les seves obres revelen ràpidament un mode d'expressió propi, amb línies i colors forts, formes dures i recopilades, siluetes atlètiques gairebé semblants a estàtues.
Durant la Primera Guerra Mundial, va tornar a imatges més líriques i es va apropar a l'estil expressionista. El 1912 va pintar vitralls per a l'ajuntament de Debrecen. Les seves pintures posteriors s'allunyen de les tendències estilístiques dominants de l'època: les seves composicions figuratives amb un disseny proper al dibuix s'acosten al classicisme pel seu estil.
El seu treball de dibuix també és considerable.
Els seus punts forts són la composició figurativa, els retrats, els nus i la representació d'animals.
La majoria de les seves creacions es conserven al Museu Nacional Hongarès, però algunes de les seves obres es troben a la col·lecció Deák de Székesfehérvár i al museu Janus Pannonius de Pécs, així com a col·leccions privades.

## Galeria

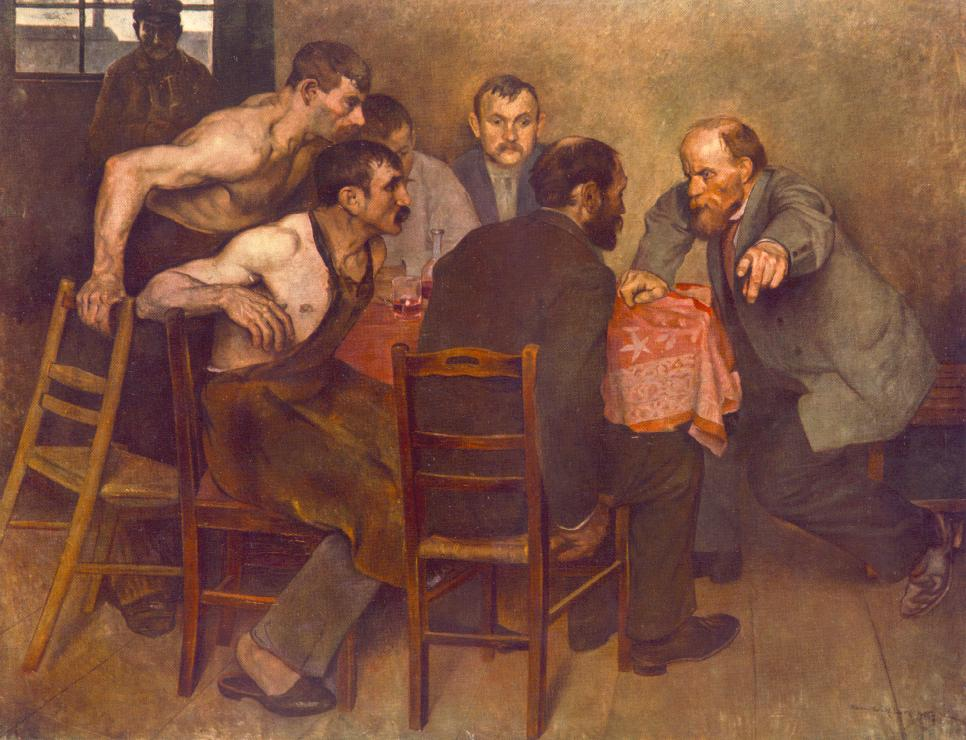
Agitador a la cantina de la fàbrica (Agitátor a gyár kantinjában), 1897.
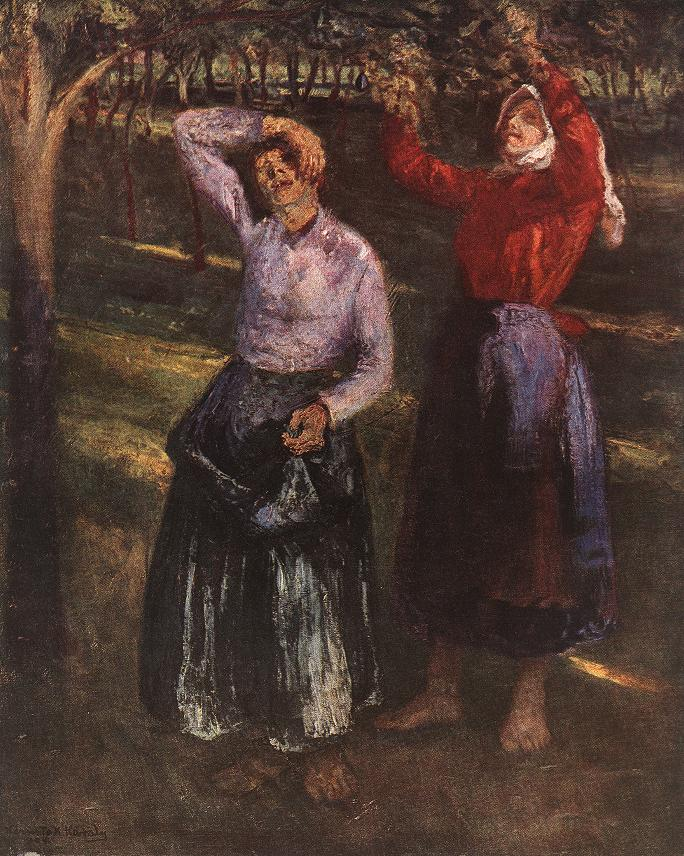
The plum pickers (Szilvaszedők), 1901
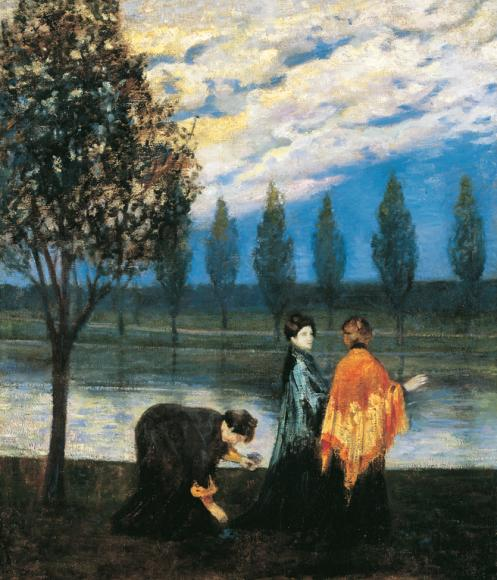
Women on the Shore (Asszonyok a vízparton), 1909.
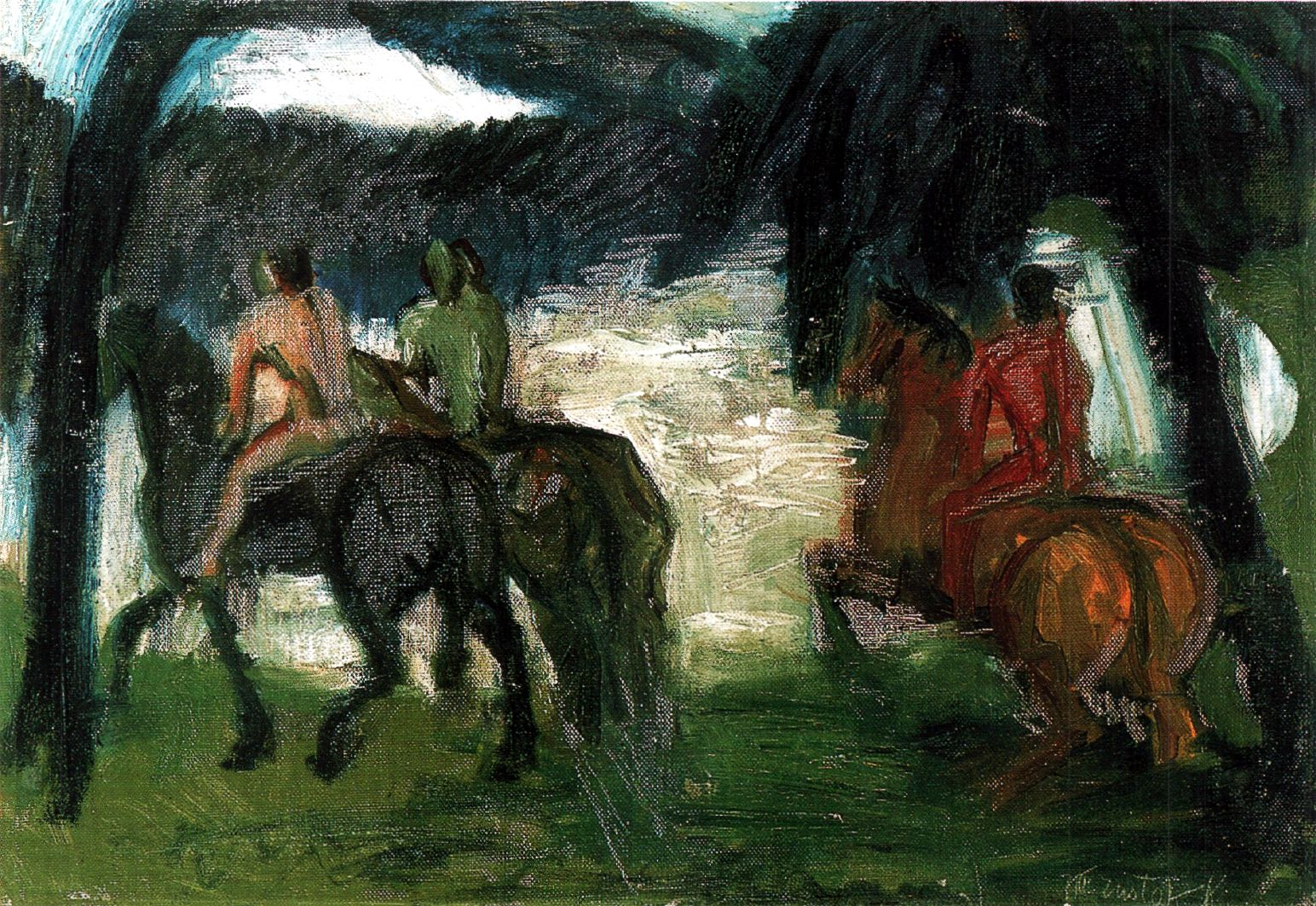
Tres cavallers (Három lovas), 1910.
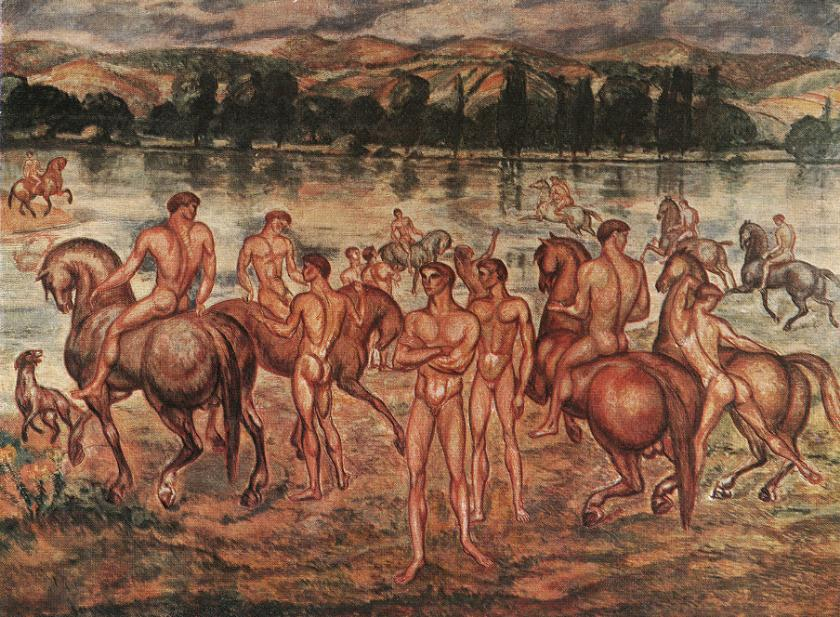
Lovasok a víz partján), 1910
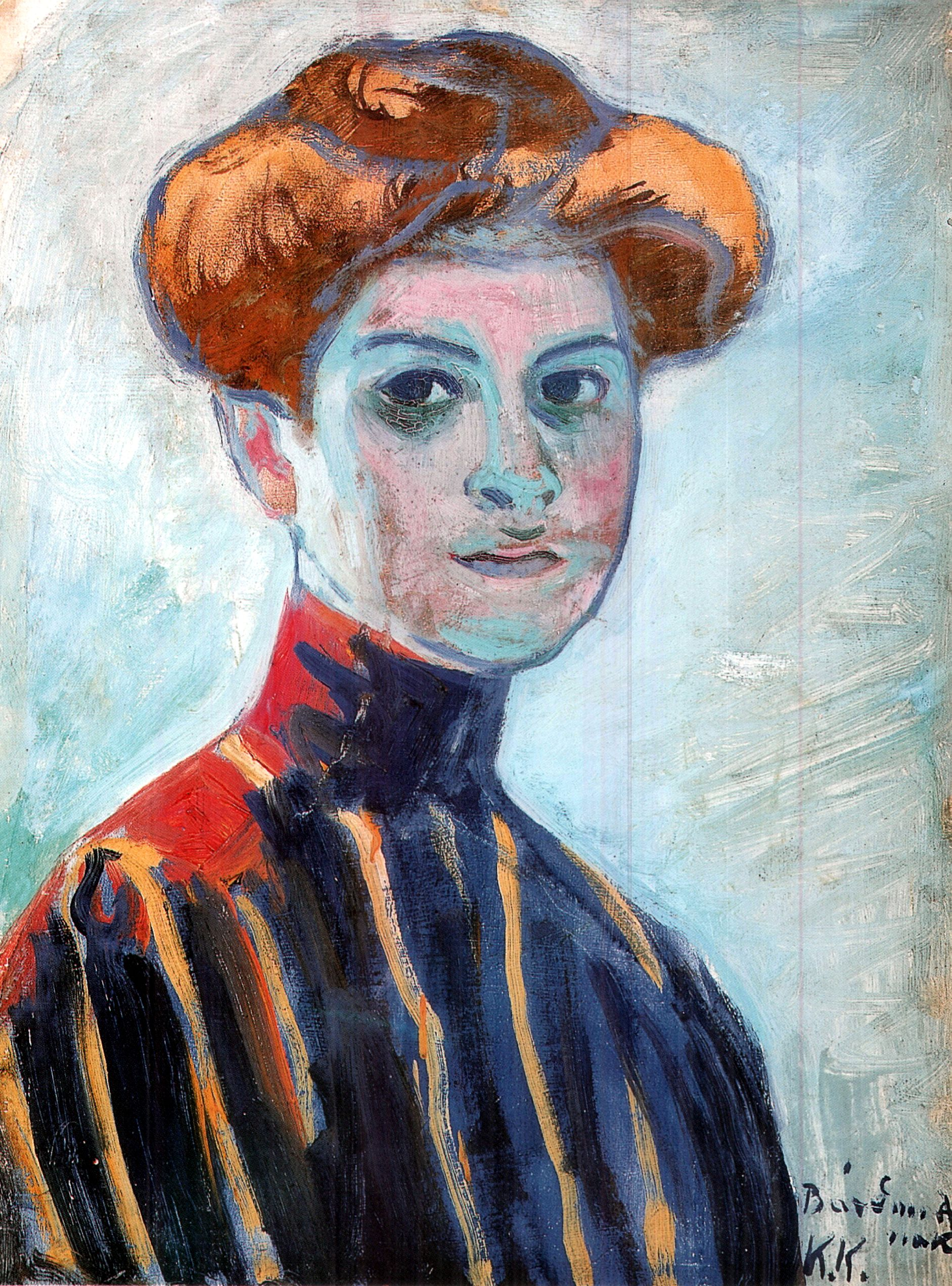
Tête colorée de jeune fille (Színes leányfej), 1910.
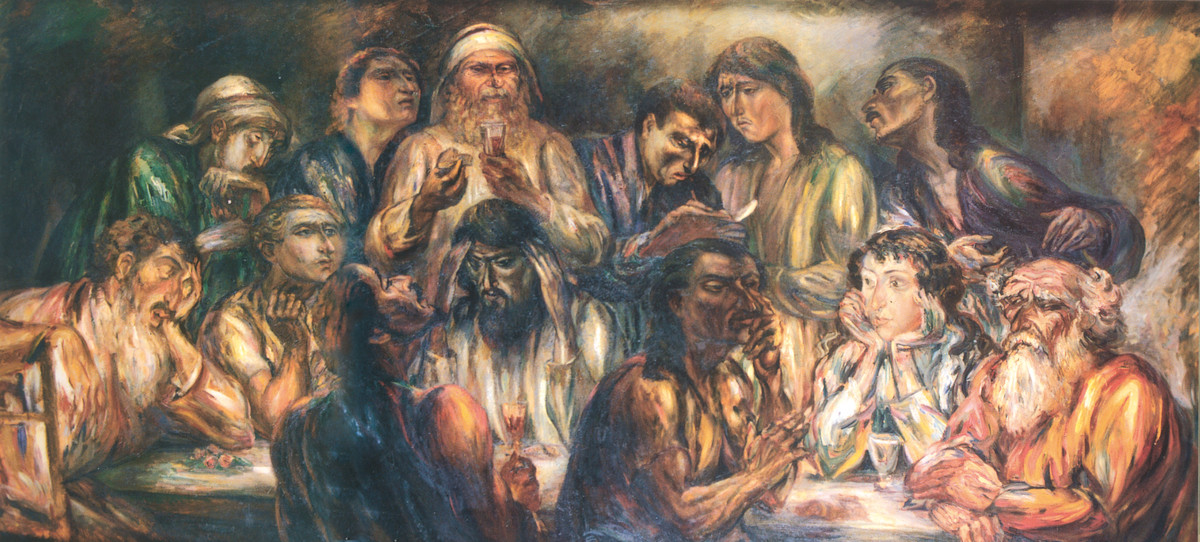
La dernière cène (Az utolsó vacsora), 1921.